# Ramal F16 del Ferrocarril Belgrano
El Ramal F16 pertenecía al Ferrocarril General Belgrano, Argentina.

## Ubicación
Se hallaba en la provincia del Chaco dentro de los departamentos Tapenagá, San Lorenzo, Mayor Luis Jorge Fontana y Fray Justo Santa María de Oro.

## Características
Era un ramal secundario de la red de vía estrecha del Ferrocarril General Belgrano, cuya extensión es de 147 km entre Charadai y Santa Sylvina. Fue abierto al tránsito entre 1911 y 1914 por el Ferrocarril Provincial de Santa Fe.
Sus vías y durmientes se encuentran abandonadas y en ruinas. Sólo se encuentra activa la estación Charadai para los servicios de pasajeros entre la ciudad capital Resistencia y Los Amores en Santa Fe, a cargo de la empresa estatal Trenes Argentinos Operaciones.